# Quarto (unidade)
O quarto é uma unidade de volume usada no sistema imperial de medidas. Existem dois tipos de quartos: o quarto britânico e o quarto estadunidense.

## Quarto imperial ou britânico
Um quarto imperial ou britânico equivale a 1,1365225 litros e também a:
- 0,0071428571428571 barris imperiais
- 0,25 galões imperiais
- 2 pintos imperiais
- 8 gills imperiais
- 40 onças líquidas imperiais

## Quarto estadunidense
Um quarto estadunidense equivale a 0,946352946 litros e também a:
- 0,005952380952381 barris estadunidenses
- 0,25 galões estadunidenses
- 2 pintos estadunidenses
- 8 gills estadunidenses
- 32 onças líquidas estadunidenses
- 69,36 polegadas cúbicas
- 1.136,52 centímetros cúbicos